# Саареотса
Са́ареотса (ест. Saareotsa küla) — село в Естонії, у волості Тюрі повіту Ярвамаа.

## Населення
Чисельність населення на 31 грудня 2011 року становила 26 осіб.

## Географія
Поблизу населеного пункту проходить автошлях 26 (Тюрі — Аркма).